# Fenomeno di Raynaud
Il fenomeno di Raynaud consiste in un vasospasmo eccessivo per uno stimolo fisiologico di vasocostrizione per stimoli simpatici (emozione, spavento) o passaggio da ambienti caldi a freddi, caratterizzato da insensibilità alle mani seguita da cianosi, pallore, dolore, formicolio, bruciore. Prende il nome dal medico francese Maurice Raynaud (1834-1881).
Nel 50% dei casi il fenomeno può essere secondario ad altre patologie; nel caso sia idiopatico prende il nome di sindrome di Raynaud, e talvolta è soprannominato ipersensibilità o "allergia" al freddo.

## Caratteristiche

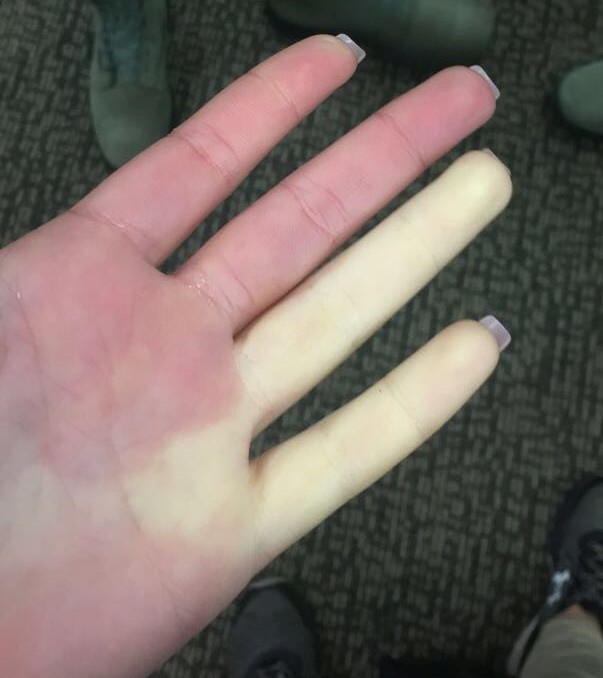
Pallore evidente su due dita

Il fenomeno di Raynaud si verifica soprattutto in quei distretti a maggior dispersione calorica e minore richiesta metabolica (più sacrificabili) cioè le dita (soprattutto quelle delle mani). È caratterizzato da tre fasi:
1. La prima fase è quella caratterizzata da insensibilità ma non dolore ed è la fase ischemica con riduzione del flusso di sangue nelle singole arteriole segmentarie;
2. la seconda fase cioè la fase della stasi venosa è caratterizzata da cianosi, pallore, formicolio, dolore;
3. A volte quando tutto si risolve c'è la fase di iperemia reattiva.

## Cause

### Primarie
Il fenomeno di Raynaud è considerato primitivo o idiopatico se si manifesta da solo e non si associa ad altre malattie. In questa forma tende a manifestarsi spesso nelle giovani donne e in particolare durante l'adolescenza e nei primi anni dell'età adulta. Si ritiene che il Raynaud idiopatico sia almeno in parte ereditario, sebbene non siano stati ancora identificati geni specifici.
Il fumo di sigaretta è un fattore in grado di aumentare la frequenza e l'intensità degli attacchi; secondo alcuni autori sembra giocare un ruolo anche una componente ormonale. Caffeina, estrogeni e beta-bloccanti non selettivi sono spesso elencati come fattori aggravanti, ma le evidenze che dovrebbero essere evitati non appaiono solide.

### Secondarie
Il fenomeno di Raynaud, o Raynaud secondario, si associa a un'ampia varietà di altre condizioni e malattie:
- Malattie del tessuto connettivo
  - Sclerodermia[4]
  - Lupus eritematoso sistemico
  - Artrite reumatoide
  - Sindrome di Sjögren[5]
  - Dermatomiosite
  - Polimiosite
  - Sindrome cronica da agglutinine a frigore
  - Sindrome di Ehlers-Danlos
- Fibromialgia
- Farmaci
  - Betabloccanti
  - Farmaci citotossici – in particolare chemioterapici e specialmente bleomicina
  - Ciclosporina
  - Bromocriptina
  - Ergotamina
  - Sulfasalazina
  - Farmaci stimolanti il sistema nervoso centrale, come ad esempio amfetamine e metilfenidato[6]
  - Farmaci da banco, ad esempio pseudoefedrina[7]
- Occupazionali
  - Uso prolungato di arnesi ad alto impatto vibratorio come martelli pneumatici o decespugliatori[8]
  - Esposizione prolungata delle mani a composti chimici o plastici, esempio cloruro di vinile, mercurio o PVC
- Manifestazione paraneoplastica

## Diagnosi
La diagnosi è clinica. Una foto del fenomeno è sufficiente per porre diagnosi, senza necessità di ricorrere a test di stimolazione al freddo. La videocapillaroscopia è l'esame di prima scelta per distinguere il fenomeno di Raynaud idiopatico da quello secondario a malattie dello scleroderma spectrum (sclerodermia, polidermatomiosite, connettivite mista). La videocapillaroscopia in questi pazienti presenta alterazioni tipiche: anse capillari ridotte in numero, zone avascolari, anse capillari giganti dette megacapillari, microemorragie.
Una diagnosi clinica è effettuabile mediante immersione delle mani in una bacinella di acqua fredda (si rileva un'ischemia delle dita, seguita a volte da cianosi e da una fase terminale di iperperfusione) o da una manovra compressiva effettuata dal paziente spingendo i palmi l'uno contro l'altro con le mani giunte a preghiera (segni evocabili in maniera più sfumata rispetto al precedente).

## Trattamento
Nei pazienti che soffrono di fenomeno di Raynaud è importante evitare l'esposizione al freddo, utilizzando guanti e calze pesanti in modo da mantenere calde le estremità. Dal punto di vista farmacologico, nelle persone refrattarie al trattamento conservativo, molto efficaci sono i calcio antagonisti, che riducono il numero e la durata degli episodi di vasospasmo inducendo vasodilatazione delle arteriole periferiche. 
Nei casi più gravi si può ricorrere alla simpatectomia (simpatectomia toracica endoscopica), una controversa procedura chirurgica.